# Биолуминесценция при гниене
Биолуминесценцията при гниене е биолуминесценция, създадена от някои видове гъби, присъстващи в гниещата дървесина. Синкаво-зеленото сияние се приписва на луцифераза – клас ензими оксигенази, които излъчват светлина, докато реагират с луциферин. Феноменът е известен от древни времена, като източникът му е определен през 1823 г.

## Еимология
Названието на английски „лисичи огън“ вероятно произлиза от старофренската дума faux, което означава „фалшив“, а не от името на животното (fox). Асоциацията на лисиците с такива огньове обаче е широко разпространена и се среща също и в японския фолклор.
Названието „огън на шимпанзе“ е популярно в Африка, където така се наричат гъби, наподобяващи с разклоненията си пръстите на шимпанзе.

## Обяснение
Синкаво-зеленото сияние се приписва на луциферин, който излъчва светлина след окисление, катализирано от ензима луцифераза. Някои смятат, че светлината привлича насекомите да разпространяват спори или действа като предупреждение за гладните животни като ярките цветове, показвани от някои отровни или неприятни животински видове. Въпреки че обикновено е много слаб, в някои случаи феноменът е достатъчно ярък, за да се чете на него.
Типични пример за биолуминесценция, описваща феномена „приказен пламък“:
- луциферазата (ЕС 1.13.12.7) от светулка Photinus pyralis.[4] „Луцифераза“ като лабораторен реагент често се отнася до Р. pyralis луцифераза, въпреки че рекомбинантни луциферази от няколко други видове светулки са също се ползват в лабораторната практика.
- гъби:
  - Panellus stipticus
  - Omphalotus olearius
  - Omphalotus nidiformis

- Panelluses stipticus
- Omphalotus olearius
- Omphalotus nidiformis